# Adaptec
Adaptec, Inc. je americká společnost se sídlem v  Milpitasu v Kalifornii. Zabývá se výrobou zařízení s rozhraním SCSI, USB, FireWire, iSCSI, Fibre Channel a videozařízení. Dříve se zabývala také produkcí CD a DVD vypalovacího softwaru pod značkou Easy CD Creator a Toast.
Společnost založil v roce 1981 Larry Boucher. Společnost se nejprve zaměřila na zařízení, která používají SCSI rozhraní. Dne 8. června 2010 se společnost Adaptec, Inc sloučila se společností PMC-Sierra, Inc. Po sloučení nese společnost název „Adaptec by PMC“, která v poslední době[kdy?] představila několik významných novinek pro sítě SAN.